# باربارا أونيل
باربارا أونيل (بالإنجليزية: Barbara O'Neil )‏ (و. 1910 – 1980 م) هي ممثلة أفلام، وممثلة مسرحية أمريكية، ولدت في سانت لويس، ميزوري، توفيت في غرينويتش، عن عمر يناهز 70 عاماً، بسبب نوبة قلبية.

## التعليم
تعلمت في مدرسة ييل للدراما.

## وصلات خارجية
- باربارا أونيل على موقع IMDb (الإنجليزية)
- باربارا أونيل على موقع ألو سيني (الفرنسية)
- باربارا أونيل على موقع تيرنر كلاسيك موفيز (الإنجليزية)
- باربارا أونيل على موقع أول موفي (الإنجليزية)
- باربارا أونيل على موقع قاعدة بيانات برودواي على الإنترنت (الإنجليزية)
- باربارا أونيل على موقع قاعدة بيانات الأفلام السويدية (السويدية)
- باربارا أونيل على موقع إن إن دي بي (الإنجليزية)
- باربارا أونيل على موقع قاعدة بيانات الفيلم (الإنجليزية)
- باربارا أونيل على موقع كينوبويسك (الروسية)